# Шуйське (Міжріченський район)
Шу́йське (рос. Шуйское) — село, центр Міжріченського району Вологодської області, Росія. Адміністративний центр Сухонського сільського поселення.

## Географія
Розташоване на правому березі річки Сухона, між гирлами двох її приток — Шуї та Шейбухти. Площа Шуйського становить 767,5 га.
Відстань до обласного центру — 94 км.

## Історія
Засноване в XIII столітті, перші згадки датуються 1627 роком.

## Населення
Населення — 2250 осіб (2010; 2436 у 2002).
Національний склад (станом на 2002 рік):
- росіяни — 98 %